# بيز لانغوارد
بيز لانغوارد (بالإنجليزية: Piz Languard)‏ هو أحد جبال سلسلة جبال الألب ليفينغو ويقع في كانتون غراوبوندن في سويسرا. يحتل المرتبة رقم 105 في قائمة جبال سويسرا من حيث الارتفاع، إذ يبلغ ارتفاعه حوالي 3262 متر، بينما يبلغ ارتفاع نتوء الجبل 947 متر، هذا وقد سجل أول وصول لقمة الجبل عام 1846.